# 莫里娅·范诺曼
莫里娅·范诺曼（英語：Moriah van Norman，1984年5月30日—），美国女子水球运动员。她曾代表美国国家队参加2008年夏季奥林匹克运动会女子水球比赛，结果获得一枚银牌。